# Aleksander Radczenko
Aleksander Radczenko (lit. Aleksandr Radčenko; ur. 15 sierpnia 1975 w Wilnie) – litewski prawnik i dziennikarz polskiego pochodzenia, działacz mniejszości polskiej, b. redaktor naczelny "Gazety Wileńskiej".

## Życiorys
Po ukończeniu szkoły średniej im. Mickiewicza w Wilnie studiował prawo na Uniwersytecie Gdańskim. W latach 1994–1996 był dziennikarzem w Słowie Wileńskim, później próbował swych sił jako redaktor naczelny Gazety Wileńskiej założonej przez Czesława Okińczyca (1998–1999). Od 2000 do 2002 redagował alternatywne czasopismo "Chaos". Autor bloga "Inna Wileńszczyzna jest możliwa" (2010-2019) oraz postmodernistycznej powieści napisanej w języku polskim pt. Cień słońca.
Obecnie pracuje jako prawnik: w latach 2000–2006 pełnił funkcję głównego specjalisty w Departamencie Prawa Ministerstwa Sprawiedliwości Republiki Litewskiej. W styczniu 2006 objął urząd doradcy w Departamencie Prawa Kancelarii Rządu Republiki Litewskiej. W latach 2007–2009 kierownik Działu Legislacji i Ekspertyzy Prawnej Kancelarii Rządu RL, 2009–2013 wicedyrektor Departamentu Systemu Prawnego Ministerstwa Sprawiedliwości, 2013–2018 wicedyrektor rządowego Departamentu Prawa, następnie (do grudnia 2018) starszy doradca Departamentu Prawa i Zakupów Ministerstwa Gospodarki RL. W latach 2020–2021 doradca prawny prezydenta Gitanasa Nausėdy, 2021–2024 doradca przewodniczącej Sejmu Viktoriji Čmilytė-Nielsen, a od 2024 doradca premiera Gintautasa Paluckasa.
W latach 1994–1996 przewodniczył Klubowi Polskiej Młodzieży Alternatywnej na Litwie, zakładał grupę twórców niezależnych "TKM". Politycznie był związany z litewskimi liberałami, członek frakcji polskiej "Pro Libera" przy Litewskim Związku Liberałów (2002–2004). Kandydował w wyborach samorządowych z ramienia LLS (2002). W latach 2006–2012 członek Ruchu Liberalnego Republiki Litewskiej, wiceprzewodniczący Komitetu Prawa i Praworządności. Odszedł z partii, gdy liberałowie udzielili poparcia nieprzychylnej mniejszościom narodowym nowelizacji Ustawy o oświacie. W wyborach samorządowych 2019 wystartował do Rady Miejskiej Wilna jako niepartyjny kandydat z listy Litewskiej Partii Socjaldemokratycznej. Jeden z założycieli Polskiego Klubu Dyskusyjnego w Wilnie.
Odwiedził ponad 100 krajów świata, jest członkiem Travellers' Century Club. Jako pierwszy Polak z Wilna był na wszystkich kontynentach.  Angażuje się w działalność charytatywną, m.in. w akcję "Darujmy uśmiechy".